# 벨리슴
벨리슴(beylisme)은 19세기 프랑스 작가인 스탕달이 작품 속에서 표방하였던 처세 철학을 말한다. 스탕달의 본명인 "벨"(Beyle)에서 온 말로 권력 숭배와 행복의 추구가 가장 근본 원리이다.